# Maurice Raynaud

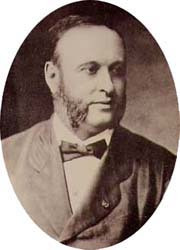
Maurice Raynaud

Auguste Gabriel Maurice Raynaud (* 5. Juli 1834 in Paris; † 29. Juni 1881 ebenda) war ein französischer Arzt.

## Ausbildung und Beruf
Raynaud erhielt in Paris eine klassische medizinische Ausbildung und wurde an der medizinischen Fakultät unter der Anleitung seines Onkels Ange-Gabriel-Maxime Vernois (1809–1877) 1862 mit der These Sur l’asphyxie locale et la gangrène symétrique des extrémités (Über die lokale Asphyxie und die symmetrische Gangrän der Extremitäten) promoviert. Ein Jahr später erwarb er mit den Schriften De Asclepiade, Bithyno, medico ac philosopho und Les médecins au temps de Molière (Die Ärzte in der Zeit Molières) den Grad eines Dr. ès lettres. Mit diesem Text versuchte Raynaud, die praktische Medizin des 17. Jahrhunderts darzustellen, indem er sich einerseits für Molières Übertreibungen entschuldigte, andererseits aber versuchte, die Satiren für die ärztliche Profession möglichst günstig zu deuten.
1865 erhielt Raynaud die Berechtigung zur ärztlichen Tätigkeit (médecin des hôpitaux) und 1866 erfolgte seine Aufnahme in die medizinische Fakultät mit Arbeiten über „nicht-phlegmatische“ Hyperämien (Hyperémies non phlegmasiques) sowie die Anwendung des Aderlasses. Weitere Arbeiten Raynauds erschienen im Dictionnaire de médecine et de chirurgie pratiques (Arterien, Herz, Kachexie, Diathesen, Gangrän u. a.).
Am 4. Februar 1879 wurde Raynaud gewähltes Mitglied der section de pathologie médicale an der Académie de Médecin in Paris. Er hielt mit großem Erfolg vertretungsweise Vorlesungen an der Universität, am Hôpital Lariboisière und an der Charité ab. Außerdem sind noch ein Vortrag an der Akademie zum Thema Infektion und Immunität nach Impfungen erhalten sowie Leçons des Internisten Germain Sée (1818–1896), die er herausgab. Obwohl sich Raynaud akademisch profiliert hatte und seine literarischen und ärztlichen Qualitäten kaum zu übersehen waren, blieb ihm eine höhere akademische Laufbahn doch verschlossen, eine Professur wurde ihm niemals angeboten. Mit Louis Pasteur (1822–1895) verbanden ihn nicht nur eine kollegiale Freundschaft, sondern auch gemeinsame Untersuchungen zur Übertragung des Tollwutvirus.
Er war Sohn eines Professors der Universität Paris. Er hinterließ eine Ehefrau und 4 Kinder.

## Leistung
Im Jahr 1874 erschien eine Veröffentlichung Raynauds zum Thema der lokalen Extremitätenasphyxie mit Hinweisen auf mögliche Ursachen des Krankheitsbildes (Raynaud-Symptomenkomplex). Behandlungen mit Anwendung absteigender galvanischer Ströme (Induktion einer reflektorischen Vasospasmolyse) erprobte Raynaud selbst.
Der Erstbeschreibung des ab 1883 nach ihm benannten Raynaud-Syndroms, lagen 25 Fallbeschreibungen mit acht Todesfällen zugrunde. Drei Todesfälle zeigten keine Beziehung zur lokalen Asphyxie. In der Mehrzahl handelte es sich um weibliche Patienten, nur fünf männliche befanden sich darunter. Der gewöhnliche Krankheitsbeginn lag zwischen dem 18. und 30. Lebensjahr. Besonders auffallend schien ihm die Erniedrigung der Hauttemperatur. Raynaud beschrieb exakt die typischen klinischen Befunde des Krankheitsbildes, das mit einer Kälteexposition assoziiert ist.
Es handelt sich beim Raynaud-Syndrom um einen Symptomenkomplex, der einen typischen dreiphasigen Verlauf aufweist: Ischämie (blasse, kalte, gefühllose Finger), Zyanose (Kapillaren und Venolen erweitern sich, füllen sich mit sauerstoffarmem Blut) und Rötung (der gelöste Arterienspasmus verursacht Hyperämie, Hyperhidrose und Schmerz). Bevorzugt treten diese Symptome an den anatomischen Orten auf, wo ein arteriovenöses Kapillarnetz anzutreffen ist (Extremitäten und übrige Akren). Das Krankheitsbild kann bis zu Ulzerationen an den Fingerspitzen und Zehen oder seltener einer Gangrän (digitus mortuus) und einer Akroosteolyse führen. Darüber hinaus bemerkte schon Raynaud, dass die Erkrankung fünfmal häufiger bei Frauen als bei Männern auftritt.

## Werke
- De l’asphyxie locale et de la gangrène symétrique des extrémités. Thesis, Paris 1862
- Les Médecins au temps de Molière. Paris 1863
- Nouvelles recherches sur la nature et le traitement de l’asphyxie locale des extrémités. Arch Gén Méd 5-21,189-206 (1874)